# DFS Deutsche Flugsicherung

Sitz der DFS in Langen bei Frankfurt am Main

Gebäude der DFS am Flughafen München FJS

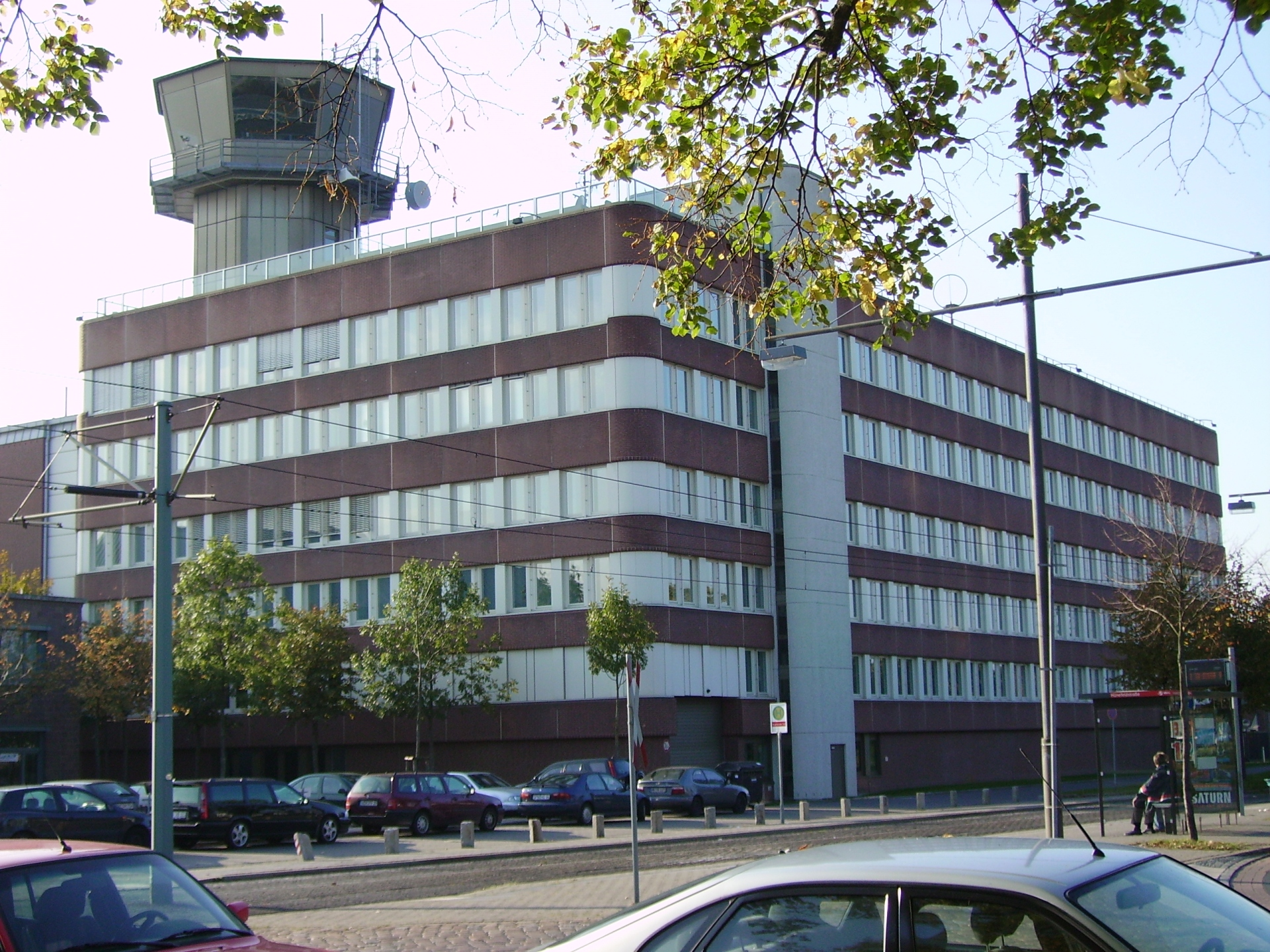
Gebäude der DFS in Bremen

Die DFS Deutsche Flugsicherung GmbH ist als beliehenes Unternehmen Teil der Luftverkehrsverwaltung des Bundes (Art. 87d GG). Sie befindet sich im ausschließlichen Eigentum der Bundesrepublik Deutschland, die durch das BundesMinisterium für Verkehr (BMV) vertreten wird. Die DFS ging gemäß der Verordnung zur Beauftragung eines Flugsicherungsunternehmens (FS-AuftragsV) vom 11. November 1992, am 1. Januar 1993 aus der Bundesanstalt für FlugSicherung (BFS) hervor. Sie wird seit Gründung des BundesAufsichtsamt für Flugsicherung (BAF) von diesem beaufsichtigt.

## Geschichte
Die DFS ging aus der Bundesanstalt für Flugsicherung (BFS) hervor. Die BFS wurde 1953 durch das Gesetzes über die Bundesanstalt für Flugsicherung vom 23. März 1953 gegründet und zum 1. Januar 1993 aufgrund des FS-AuftragsV geschlossen. Zuvor wurde die DFS in einer privatrechtlichen Organisationsform als Gesellschaft mit beschränkter Haftung gegründet.
Mit der Privatisierung der BFS zur DFS GmbH wurden folgende Änderungen durchgeführt:
- das Flugsicherungspersonal der BFS, also des Flugsicherungs-Betriebsdienstes, der Flugsicherungs-Technik und der Verwaltung der BFS wurden zum 1. Januar 1993 zu der DFS GmbH abgeordnet, waren also auch noch weiterhin im öffentlichen Dienst und  wurden von der Bundesbesoldungszentrale bezahlt;
- Das zum noch dem öffentlich-rechtlichen Dienstverhältnis unterstehende Flugsicherungspersonal der ehemaligen BFS bekam Angebote zum Übertritt in die DFS. Sofern die Mitarbeiter das Übertrittangebot der DFS nicht annahmen, blieben sie auch weiterhin im öffentlich-rechtlichen Dienstverhältnis und nahmen ihre Aufgaben bei der Flugsicherung wahr. Die Bezahlung erfolgte auch weiterhin von der  Bundesbesoldungszentrale und nicht von der DFS;
- Bei Übertritt zur DFS von ehemaligen Mitarbeitern der BFS zur DFS und bei allen Neueinstellungen wird das Flugsicherungspersonal nicht mehr in den öffentlichen Dienst eingestellt und nicht mehr nach den Besoldungsgruppen des öffentlichen Dienstes bezahlt;
- durch die Integration der überörtlichen militärischen Flugsicherung in die zivile Flugsicherung standen kurzfristig ausgebildete Fluglotsen für die Kontrolle des zivilen Luftverkehrs zur Verfügung;
- über die bisher rein militärisch genutzten Lufträume konnte der zivile Flugverkehr besser verfügen;
- die Inbetriebnahme neuer technischer Flugsicherungssysteme, deren Beschaffung von der BFS eingeleitet worden war, führte zu Kapazitätssteigerungen.

Zur Privatisierung der DFS und deren Einsparpotentiale gibt es unterschiedliche Bewertungen.

### Privatisierung
Im Jahr 2004 hatte die Bundesregierung eine weitergehende Privatisierung der DFS beschlossen; nur eine Sperrminorität an Anteilen sollten im Bundeseigentum verbleiben. Neben der Tatsache, dass es sich bei der Flugsicherung um hoheitliche Aufgaben mit sonderpolizeilichem Charakter handelt, ist der Umstand, dass die DFS die überörtlichen Flugsicherungsdienste vorhält, auch von verteidigungspolitischer Bedeutung. Interessiert am Erwerb von Anteilen zeigten sich neben anderen die Fraport und die Lufthansa, was aber die Gefahr von Interessenkonflikten bei der Arbeit der DFS bedeutet hätte.
Dazu brachte die Bundesregierung am 14. Dezember 2005 einen Entwurf eines Gesetzes zur Neuregelung der Flugsicherung in den Deutschen Bundestag ein. Neben der Schaffung der Voraussetzungen für eine Kapitalprivatisierung war insbesondere die Übertragung der Aufsichtsaufgaben auf das neu zu bildende Bundesaufsichtsamt für Flugsicherung Schwerpunkt des Gesetzes.
Am 24. Oktober 2006 verweigerte Bundespräsident Horst Köhler dem Gesetz wegen der hoheitlichen Aufgabenstellung und des sonderpolizeilichen Charakters der Flugsicherung seine Unterschrift und wies es so mit seinem Veto zurück. Der Bundespräsident begründete seine Entscheidung damit, dass das Gesetz nicht vereinbar mit dem Grundgesetz sei, weil
- dort eine bundeseigene Verwaltung bestimmt war (Art. 87d Abs. 1 Satz 1 GG);
- es ausreichende Steuerungs- und Kontrollrechte fordert;
- die Hauptbetriebsstätte der Flugsicherung nach Ablauf von 20 Jahren ins Ausland verlagert werden kann.

Mit Wirkung vom 1. August 2009 wurde dieser Art. 87d GG dann geändert. Durch diese Änderung sind seitdem Flugsicherungsdienste auch durch ausländische, nach europäischem Recht zugelassene Flugsicherungsorganisationen möglich. Drei Tage später trat das Gesetz zur Errichtung eines Bundesaufsichtsamtes für Flugsicherung und zur Änderung und Anpassung weiterer Vorschriften in Kraft. Damit soll die aufgrund europäischer Vorgaben notwendige Aufteilung von Aufsichts- und Durchführungsaufgaben in der Flugsicherung sichergestellt werden.

## Aufgaben
Die DFS wurde vom damaligen Bundesministerium für Verkehr durch Rechtsverordnung mit der Wahrnehmung hoheitlicher Aufgaben zur Flugsicherung beliehen. Die Flugsicherung ist eine sonderpolizeiliche Aufgabe. Im Einzelnen sind die Aufgaben der Flugsicherung in § 27c des Luftverkehrsgesetzes geregelt:
- die Flugverkehrskontrolle des Luftverkehrs in Deutschland,
- die Errichtung und Inbetriebhaltung von technischen Einrichtungen und Funknavigationsanlagen,
- die Planung und Erprobung von Verfahren und Einrichtungen für die Flugsicherung,
- die Erstellung von gutachtlichen Stellungnahmen gemäß § 31 Abs. 3 LuftVG,
- die Überwachung aller Hindernisse in Bauschutzbereichen bzw. außerhalb dieser bei Höhen über 100 m ü. Grund,
- die Sammlung und Bekanntgabe der Luftfahrtinformationen und -karten,
- die überörtliche militärische Flugsicherung in Deutschland.

Die Flugverkehrskontrolle wird erbracht als Platzkontrolle (Tower), Anflugkontrolle (Terminal Control) und Bezirkskontrolle (Area Control Center – ACC).
Der Hauptsitz des Unternehmens befindet sich seit April 2002 in Langen (Hessen) (davor Offenbach am Main), somit in einer Entfernung von ca. 5 km zum größten deutschen Flughafen, dem Flughafen Frankfurt Main. Die DFS betreibt hier zur Ausbildung von Fluglotsen, Flugsicherungsingenieuren und verwandten Berufen eine eigene Flugsicherungsakademie. Außerdem ist hier eine Außenstelle des Air Component Command vertreten, mit dem die DFS eng zusammenarbeitet.
Ferner betreibt die DFS mit ihrer Tochterfirma KAT eine Ausbildungsstelle für militärisches Flugsicherungspersonal in Kaufbeuren.

## Flugsicherungsdienste in Kontrollzentralen

### Aktuelle Kontrollzentralen
Die Zentralen der Flugsicherung werden gemäß dem jeweiligen Zuständigkeitsbereich unterschieden in „ACC“ (Area Control Center) und „UAC“ (Upper Area Control Center). Für den deutschen Luftraum sind aktuell (Stand November 2024) folgende Kontrollzentralen der DFS zuständig:
| Name                             | ICAO-Kürzel | Zuständigkeitsgebiet | Details | Standort                  |
| -------------------------------- | ----------- | --- | --- | ------------------------- |
| ACC Bremen                       | EDWW        | unterer Luftraum im Fluginformationsgebiet (Flight Information Region, FIR) Bremen | Funkrufzeichen „Bremen Radar“ | Flughafen Bremen          |
| ACC Langen                       | EDGG        | FIR Langen | Funkrufzeichen „Langen Radar“ | Langen (Hessen)           |
| UAC Karlsruhe                    | EDUU        | oberer Luftraum in der UIR (Upper Flight Information Region) Rhein; über der FIR Langen und der ehemaligen FIR Berlin (seit März 2005) über Flugfläche 245, bzw. Flugfläche 285; über der FIR München über Flugfläche 315 (seit Dezember 2012) | Funkrufzeichen „Rhein Radar“ | Karlsruhe                 |
| ACC München                      | EDMM        | FIR München | Funkrufzeichen „München Radar“ | Flughafen München         |
| UAC Maastricht (Sektor Hannover) | EDVV        | Hannover UIR (Oberer Luftraum – über Flugfläche 245) | Funkrufzeichen „Maastricht Radar“ Hier stellt die DFS das Personal zur Durchführung militärischer Flugsicherungsdienste innerhalb der Hannover UIR. Beim Personal handelte es sich vor März 2010 überwiegend um Offiziere und Unteroffiziere der Luftwaffe, die zur Wahrnehmung militärischer Sonderaufgaben zur DFS beurlaubt wurden. Mittlerweile steht die Wahrnehmung aller Aufgaben in der Niederlassung allen geeigneten Arbeitnehmern offen, eine militärische Vorausbildung ist nicht mehr erforderlich. Neben der Kontrolle des militärischen Flugverkehrs überwachen die Lotsen der DFS auch die Test- und Serieneinflüge von Airbus, welche von Finkenwerder aus starten und sich im Rahmen ihrer Flugprofile dabei auch im oberen Luftraum aufhalten. Der zivile Luftverkehr in der Hannover UIR wird vom UAC Maastricht „Maastricht Radar“ (Eurocontrol) kontrolliert. | Maastricht Aachen Airport |

### Ehemalige Kontrollzentralen

#### ACC Berlin-Schönefeld
Die ehemalige FIR Berlin (genauer: Berlin-Schönefeld) deckte das Gebiet der damaligen DDR einschließlich Berlin ab und hatte den Code ETBN (ACC im brandenburgischen Schönefeld), welche heute nicht mehr verwendet wird; das Länderkürzel ET der DDR dient nun der Kennzeichnung reiner Militärflugplätze in Deutschland. Innerhalb dieses Gebietes – räumlich: darunter – lagen drei Luftkorridore sowie die Kontrollzone Berlin, welche von den Alliierten (in Berlin-Tempelhof) überwacht und nur durch sie benutzt werden durften. Vgl. hierzu Berlin bzw. Flugsicherung der DDR bzw. Fliegerhorste.
Im Zuge der Wiedervereinigung übernahm die BFS die Kontrolle über den gesamten Luftraum über Deutschland und damit auch das ACC Schönefeld. Es bearbeitete, wie die Kontrollzentrale München bis Dezember 2012, den Luftraum von Grund bis Flugfläche 660, was 21,7 km entspricht (Säulenmodell). Eine Änderung der ICAO-Codes wurde jedoch erst im Jahre 1995, also nach der Organisations-Privatisierung der BFS, vorgenommen. Das ACC mit Sitz in Schönefeld erhielt entsprechend der Systematik der DFS den Code EDBB, welche zuvor als Code für den Flughafen Berlin-Tempelhof verwendet wurde und dessen Code in der Folge in EDDI geändert wurde. Jedoch sind beide Codes heute nicht mehr in Gebrauch, nachdem ab 16. Dezember 2006 die Aufgaben im Kontrollgebiet Berlin sukzessive nach Bremen, München und Karlsruhe verlagert wurden.

#### ACC/UAC München
Das UAC/ACC München bearbeitete bis Dezember 2012 den Luftraum von Grund bis Flugfläche 660, was 21,7 km entspricht (Säulenmodell).

## Flugsicherungsdienste an Flughäfen
Die DFS betreibt die Flugsicherungsdienste im Auftrag und auf eigene Kosten gemäß Festlegung des Bundesministeriums für Digitales und Verkehr an folgenden Flughäfen (sog. § 27d LuftVG-Flughäfen):
- Flughafen Berlin Brandenburg – EDDB ehemals Flughafen Berlin-Schönefeld
- Berlin-Tegel – EDDT bis 2020
- Berlin-Tempelhof – EDDI bis 2008
- Bremen – EDDW
- Dresden – EDDC
- Düsseldorf – EDDL
- Erfurt – EDDE
- Frankfurt – EDDF
- Hamburg – EDDH
- Hannover – EDDV
- Köln/Bonn – EDDK
- Leipzig/Halle – EDDP
- München – EDDM
- Münster/Osnabrück – EDDG
- Nürnberg – EDDN
- Saarbrücken – EDDR
- Stuttgart – EDDS

## Dienstleistungen der Tochterfirmen
Die Flugverkehrskontrolle an deutschen Flugplätzen, wo die Flugverkehrskontrolle nicht von der DFS erbracht wird, wird diese Aufgabe von einzeln beliehenen Fluglotsen füllt, die im Dienst einer zertifizierten Flugsicherungsorganisation stehen. Um auch Dienstleistungen an einigen dieser Flughäfen zu erbringen, gründete die DFS am 20. Dezember 2005 die Tochterfirma Tower Company GmbH. Diese wurde dann am 1. Januar 2017 als DFS Aviation Services GmbH in eine eigenständige Gesellschaft überführt. Die DFS Aviation Services GmbH (kurz „DFS-AS“ oder auch „DAS“ genannt) ist eine Tochtergesellschaft der DFS Deutsche Flugsicherung GmbH und hat ihren Sitz in Langen/Hessen.
Seit dem 26. März 2007 ist die DFS-AS gemäß der europäischen Single-European-Sky-Verordnungen zertifiziert. Sie ist auf die Erbringung von Flugsicherungsdiensten und den damit zusammenhängenden Zusatzdiensten an kleinen und mittleren Flugplätzen spezialisiert. Die Ausbildung und Qualifizierung von Fluglotsen an kleinen und mittleren Flugplätzen sowie Beratungsleistungen sind weitere Geschäftsfelder der DFS-AS.
Die DFS-AS (Stand Dezember 2024) hat folgende Tochterunternehmen bzw. internationale Repräsentanzen:
- DFS Aviation Services Bahrain: Erbringung von Flugsicherungsdienstleistungen in Bahrain
- FREQUENTIS DFS AEROSENSE: Joint Venture mit FREQUENTIS zur Vermarktung von Remote-Tower-Systemen
- Air Navigation Solutions: Erbringung von Flugsicherungsdienstleistungen am Flughafen Edinburgh
- DFS Aviation Services Lima: Vorfeldkontrolle am Flughafen Lima
- DFS Aviation Services Singapore: Beratungsdienstleistungen in Südostasien

Die DFS-AS verantwortet derzeit an folgenden deutschen Regionalflugplätzen die Flugverkehrsdienste:
- EDLW Verkehrsflughafen Dortmund (seit 1. Mai 2006)
- EDLV Verkehrsflughafen Niederrhein-Weeze (seit 1. Juli 2006)
- EDSB Verkehrsflughafen Karlsruhe/Baden-Baden (seit 22. Juni 2007)
- EDJA Verkehrsflughafen Memmingen (seit 22. Juni 2007)
- EDLN Verkehrslandeplatz Mönchengladbach (seit 22. Juni 2007)
- EDLP Verkehrsflughafen Paderborn-Lippstadt (seit 22. Juni 2007)
- EDTL Sonderflughafen Lahr (seit 1. Oktober 2013)
- EDNY Verkehrsflughafen Friedrichshafen
- EDBC Verkehrsflughafen Magdeburg-Cochstedt
- EDVE Verkehrsflughafen Braunschweig-Wolfsburg
- EDWE Verkehrslandeplatz Emden vom Remote Tower Center am Flughafen Braunschweig aus (seit 2024)

Seit 2018 betrieb das Tochterunternehmen Air Navigation Solutions Ltd. (ANS) die Kontrolltürme in London-Gatwick und Edinburgh. Am 9. Oktober 2022 ging die Verantwortung für der Flugsicherungsbetrieb in London-Gatwick wieder zurück an das britische Flugsicherungsunternehmen National Air Traffic Services, NATS. Air Navigation Solutions Ltd. ist weiterhin (Stand November 2024) für die Flugsicherung am Flughafen Edinburgh zuständig.
Weitere direkte Tochterfirmen der DFS Deutsche Flugsicherung GmbH sind:
- Droniq GmbH: Joint-Venture der DFS mit der Deutschen Telekom AG, das Dienstleistungen für Drohnen erbringt.
- FCS Flight Calibration Services GmbH: Gemeinschaftsunternehmen der DFS, der Schweizer Flugsicherung Skyguide und der österreichischen Flugsicherung Austrocontrol, das  Vermessungsflüge für Funknavigationsanlagen durchführt.
- R. Eisenschmidt GmbH: Produziert und vertreibt Luftfahrtkarten, sonstige Luftfahrtinformationen, sowie technisches Zubehör für die Allgemeine Luftfahrt.
- Unifly:  Ein Software-Unternehmen mit Sitz in Antwerpen, spezialisiert auf die Entwicklung von Software für die Integration von Drohnen in den Luftverkehr und für ein UAS Traffic Management Systems (UTM).
- Kaufbeuren ATM Training GmbH: Flugsicherungsausbildung für die Bundeswehr.
- European Satellite Service Provider, ESSP: Beteiligung mit sechs weiteren europäischen Flugsicherungsorganisationen für den Betrieb des europäischen Satelliten-Navigationssystems EGNOS.[22]
- GroupEAD: Gemeinschaftsunternehmen mit der spanischen Flugsicherung ENAIRE und der österreichischen Firma Frequentis. GroupEAD betreibt die europaweite Luftfahrtdatenbank EAD, über die Eurocontrol weltweit Luftfahrtinformationen bereitstellt.

## Technische Ausrüstung
Die DFS betreibt Systeme für Flugfunk, Funknavigation und Ortung (Primärradar, Sekundärradar und Multilateration), Air-Traffic-Management, sowie zum Nachrichtenaustausch mit anderen Flugsicherungsorganisationen.
Die Air-Traffic-Management-Systeme (kurz ATS-Systeme genannt) der DFS (z. B. Flugplan- und Radar-Datenverarbeitungssysteme), die die DFS teilweise selbst und teilweise mit industriellen Partnern entwickelt, werden unter dem Betriebssystem Linux betrieben.

## Zivil-Militärische Zusammenarbeit

### Zivile und militärische Flugsicherung außerhalb der militärischen Flugplätze und Lufträume
Die zivile und militärische Flugsicherung außerhalb der militärischen Flugplätze und der für den militärischen Einsatzverkehr reservierten Lufträume sind in Deutschland in eine gemeinsame Dienstleistung integriert. Die überörtliche militärische Flugsicherung des Luftfahrtamtes der Bundeswehr (LufABw) ist in Friedenszeiten im Rahmen der zivil-militärischen Integration an die DFS delegiert. Lediglich die örtliche militärische Flugsicherung (Platzkontrolle) wird von der Bundeswehr selbst durchgeführt.

### Flugsicherungsausbildung der Bundeswehr
Die Ausbildung für die militärische Flugsicherung wurde am 1. Januar 2017 vom Technischen Ausbildungszentrum der Luftwaffe am Standort Kaufbeuren (Fliegerhorst Kaufbeuren) an die hierfür neu gegründete Kaufbeuren ATM Training GmbH (Tochter der DFS Deutsche Flugsicherung GmbH) übertragen, welche seither im Rahmen einer öffentlich-privaten Partnerschaft in Kooperation mit der Bundeswehr die Aus- und Weiterbildung sämtlichen militärischen Flugsicherungspersonals durchführt.

## Haushalt und Gebühren
Das Geschäft der DFS teilt sich in einen regulierten und einen nicht-regulierten Bereich. Zu dem regulierten Bereich zählt insbesondere die Erbringung von Flugsicherungsdiensten im Bereich Strecke sowie An- und Abflug an den 15 Internationalen Verkehrsflughäfen (§ 27d Abs. 1 LuftVG-Flughäfen). Zum nicht-regulierten Bereich gehören insbesondere die Aktivitäten der Tochtergesellschaften.
Im regulierten Bereich werden auf Basis europäischer Regelungen im Rahmen einer 5-Jahresplanung die erwarteten Kosten festgestellt und in der Folge entsprechend durch das Bundesverkehrsministerium die jeweiligen Strecken- bzw. An-/Abflug-Gebühren festgesetzt. Während die An-/Abfluggebühren direkt durch die DFS erhoben werden, erfolgt der Einzug der Streckengebühren durch das Zentrale Gebührenbüro (Central Route Charging Office – CRCO) von Eurocontrol.
Genauere Informationen zur Berechnung und der Höhe der Flugsicherungsgebühren findet man in Flugsicherung#Berechnung von Flugsicherungsgebühren und auf der Webseite des Bundesaufsichtsamts für Flugsicherung.
Der Bundesrechnungshof kritisierte in einem Anfang 2019 vorgelegten, geheim gehaltenen Bericht mangelhafte Kontrolle durch das Bundesverkehrsministerium. Das staatseigene Unternehmen befinde sich „in einer schwierigen wirtschaftlichen Lage“. Ohne Nachhol- und Sondereffekte habe das Unternehmen 2017 einen Verlust erwirtschaftet. Zu den Ursachen zählten ausufernde Betriebskosten durch hohe Löhne und Pensionsleistungen sowie Vorruhestandsregelungen, aber auch riskante Investitionen mit neuen Auslandsaktivitäten.